# Депресія (фізика)

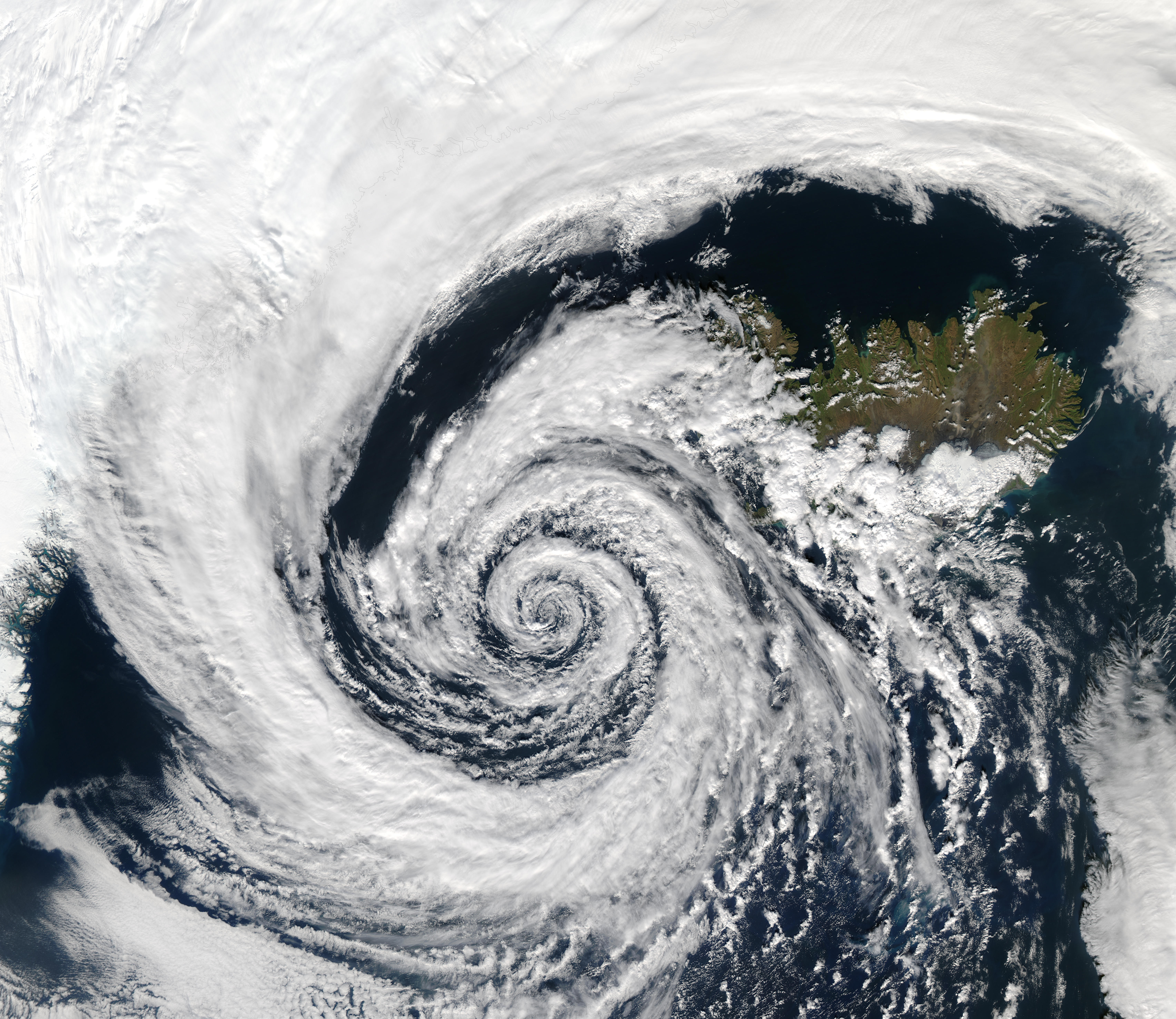
Атмосферна депресія, що виникла на південно-західному узбережжі Ісландії 4 вересня 2003 року.

Депре́сія — метеорологічна область порівняно слабкого атмосферного тиску або низького стояння барометра . Депресії бувають періодичні — Азійська (центр над Афганістаном), Австралійська річна депресія — Австралія, Нова Гвінея, Індонезія, Алеутська — Алеутські острови, постійні — екваторіальні, субполярні. Циклон також являє собою метеорологічну депресію, тільки рухливу.